# Eduardo Manuel Martín Losada
Eduardo Manuel Martín Losada (Oviedo, 15 de septiembre de 1891 - Cabo de Cruz, 20 de abril de 1949) fue un escritor, poeta y pensador español que desarrolló su obra literaria en las primeras décadas del siglo XX, publicando numerosos escritos en periódicos y revistas literarias de la época y dos libros: El Deboto de la Santa Poesía (1914) y Mirajes de Égloga (1920).
"...Mas, ¿cómo he de decirte que te quiero,

que te quiero, que te adoro locamente,

si no hay nada que sea suficiente

para expresar, Amor, mi amor sincero?."

Fragmento del poema "Íntima"                   

## Biografía

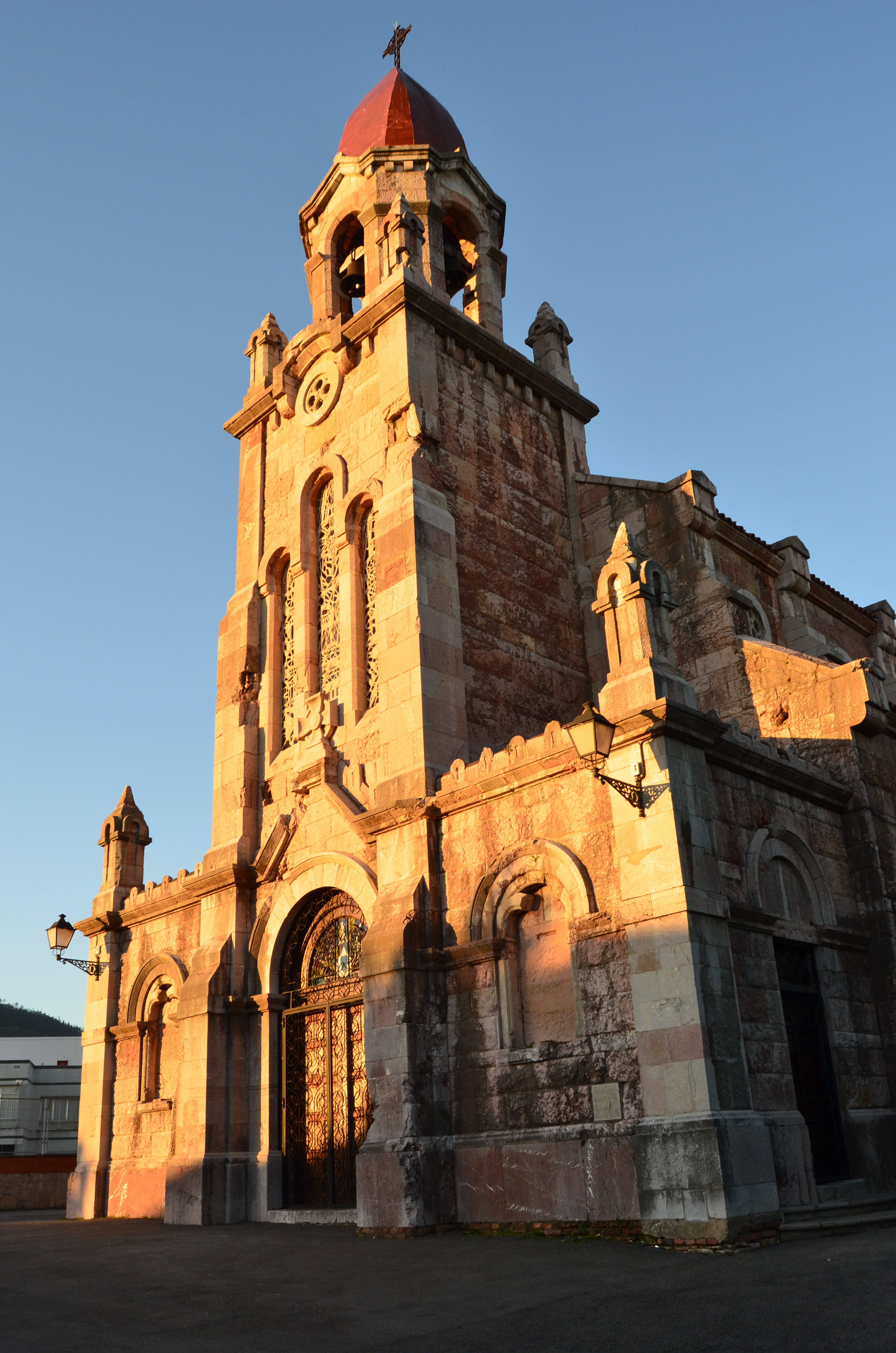
Parroquia de San Pedro de los Arcos (Oviedo)

Nace en el seno de una familia de clase alta, siendo bautizado a los pocos días en la iglesia de San Pedro de los Arcos (Oviedo), de la citada capital asturiana. En poco tiempo, se traslada a Galicia donde pasaría el resto de su vida.
Cursa sus estudios universitarios en Santiago de Compostela, y desde muy joven desarrolla su faceta literaria en prensa y revistas hasta la publicación en 1914 de su primer libro, El deboto de la Santa Poesía, con solo 23 años, convirtiéndose en uno de los jóvenes más prometedores del panorama poético y literario gallego.
En octubre de 1919 publica en Santiago de Compostela su segunda obra, Mirajes de Égloga. De cómo en el amor puro se espeja la cara de Dios. Este libro también sería publicado posteriormente en enero de 1920 en Madrid. A partir de este momento, desaparece del primer plano literario más allá de alguna colaboración puntual en alguna revista.
En su obra se combinan géneros literarios como la poesía sobre diversos temas (el amor, Dios, la naturaleza, el ser humano...) o los ensayos filosóficos, en los que desgrana en profundidad sus inquietudes respecto al mundo que le rodea.

Tuvo tres hijos: Carmen, Ismael y Salvador y se casó con Manuela Rodríguez Silva.
Falleció en Cabo de Cruz (La Coruña) el 20 de abril de 1949 a los 57 años de edad.

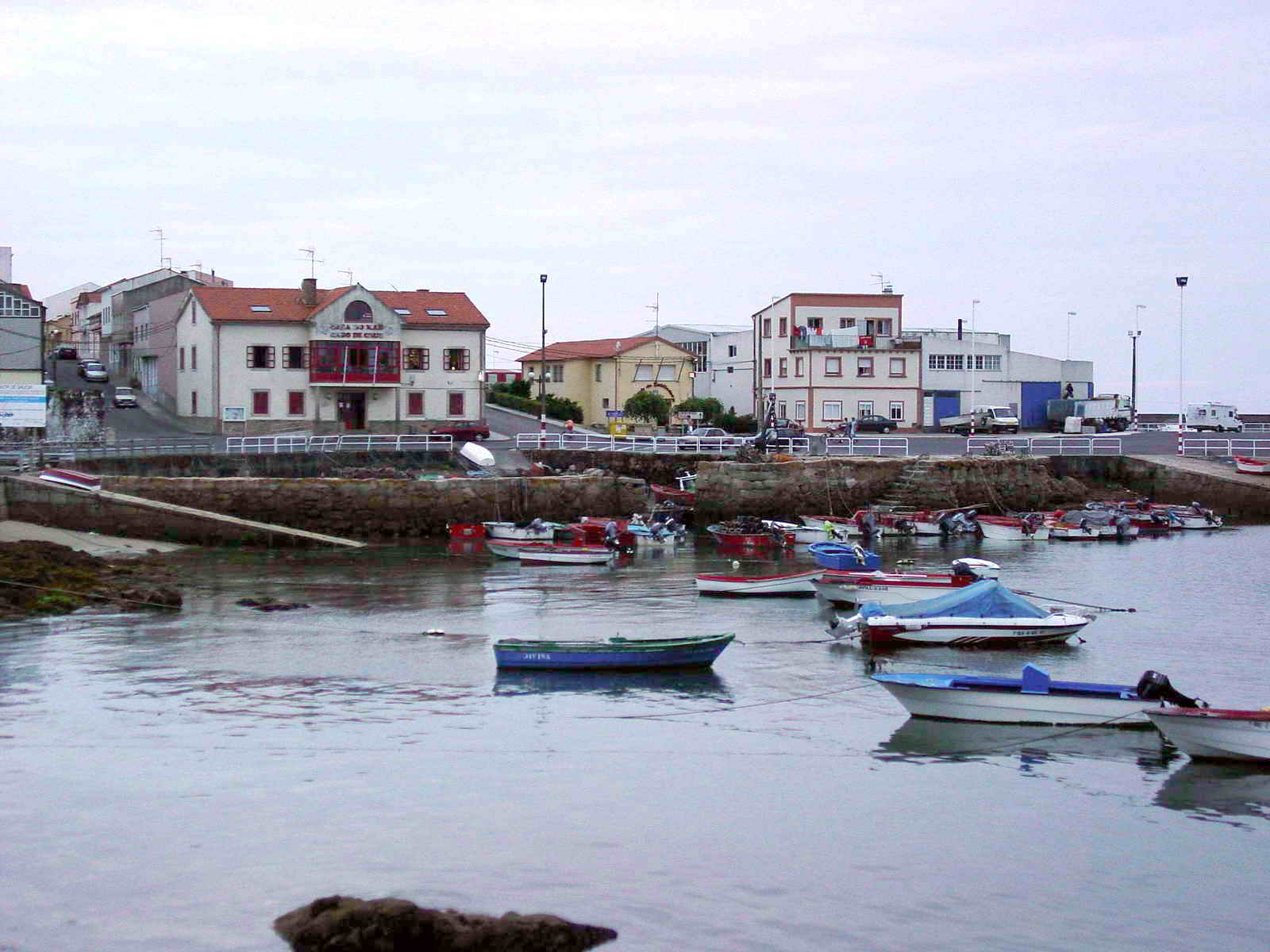
Cabo de Cruz (La Coruña)

## Artículos en prensa y revistas literarias
A muy temprana edad ya comienza a publicar en algunos periódicos y revistas gallegas de la época. En concreto, el primer trabajo suyo que vio la luz fue el texto titulado "Primavera", publicado en la Gaceta de Galicia el 29 de abril de 1909, y el poema "Lágrimas", solo unos días más tarde, el 1 de mayo en la revista Vida Gallega.
También en 1909, colabora activamente con la revista literaria Compostela, que tuvo una especial difusión ese año con motivo de la Exposición Regional Gallega que tuvo lugar en Santiago de Compostela, ciudad donde se editaba. Martín Losada intervino en varios números de la citada revista.
Anteriormente, ya se habían publicado artículos en prensa hablando de Martín Losada como una de las mayores promesas de la literatura gallega por parte de periodistas como Abel Caballero Cornide (La Correspondencia Gallega).
A partir de ese año, publica varias poesías como "Solo" (El diario de Galicia, 11 de septiembre de 1912), "Íntima" (El eco de Galicia, 15 de febrero de 1913) , "Los niños - La vida" (El eco de Galicia, 15 de febrero de 1913), "La hora única" (El eco de Galicia, 15 de febrero de 1913), "La canción de la abuelita" (Diario de Galicia, 6 de marzo de 1913) o "Lo arcano" (Gaceta de Galicia, 11 de junio de 1913 y La correspondencia gallega, 1 de junio de 1913). Algunos de estos poemas estarían contenidos con posterioridad en su libro El deboto de la Santa Poesía. 

Así mismo, durante esta época se relaciona y entabla amistad con personajes del círculo literario, intelectual y cultural gallego de comienzos del siglo XX como el periodista José Portal Fradejas, el escritor Manuel Ortíz Novo o el pintor Roberto González del Blanco.
Tras este periodo, no aparece ningún texto suyo en prensa hasta el año 1927, en concreto el 4 de junio, en el que publica un escrito titulado "Un contratiempo" en el número 5 de la prestigiosa revista literaria madrileña Gutiérrez, siendo esta la última aparición literaria conocida de Eduardo Manuel Martín Losada.

## Libros publicados
Como se ha mencionado anteriormente publicó dos obras: El deboto de la Santa Poesía y Mirajes de Égloga. De cómo en el amor puro se espeja la cara de Dios.
El deboto de la Santa Poesía fue escrita a lo largo de varios años, editándose finalmente en el año 1914, por lo que en 2014 se cumplió su centenario. El escritor contaba 23 años cuando terminó de escribir la obra, y en su interior, detalla que para él siempre sería el más querido de sus libros debido a que era el primero y que en sus páginas “…quedará eternamente encerrada, como en una urna sagrada, triunfante del tiempo, la candidez inmaculada de la idea y el sentimiento vírgenes de mi alma pura…”.
Estamos ante un libro que rezuma personalidad de principio a fin, escrito con ortografía fonética (el autor prescinde en esta obra de forma intencionada de las principales normas ortográficas y gramaticales, como forma de resaltar que lo importante es el fondo y no la forma) y que aúna en la misma una parte lírica con otra parte que es un tratado de filosofía, en el que Martín Losada expone sus pensamientos, sus inquietudes y su forma de ver la vida y la sociedad de su época.

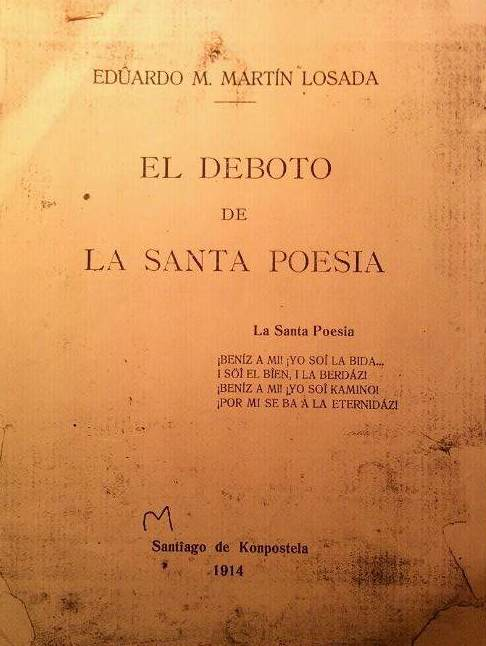
Portada de El deboto de la Santa Poesía. Santiago de Compostela, 1914.

En lo que respecta a la parte lírica de la obra, la métrica de alguno de los poemas está fuera de los cánones establecidos, adoptando estos versos una formación rítmica diseñada por el propio autor, siempre en beneficio de lo esencial que es el argumento. Otras composiciones poéticas, sin embargo, conservan una estructura y medida absolutamente convencional como en varios sonetos que se incluyen en este volumen, por ejemplo.
"Siempre por las tardes a estas mismas horas 

en el verde campo que ensombran nogales, 

junto al claro río de claros cristales, 

infantiles turbas juegan bullidoras. " 

Fragmento perteneciente al soneto "Los niños y la vida".
Esta obra engloba otros textos que componen un tratado filosófico, en el que el escritor desgrana en profundidad sus inquietudes respecto al mundo que le rodea. Es un compendio de pensamientos, opiniones y meditaciones acerca de la vida, el hombre y la sociedad de principios del siglo XX. Un ensayo, en el que Martín Losada combina estudios y conocimientos de la filosofía clásica y contemporánea, integrando en sus reflexiones conceptos de todo tipo de tendencias filosóficas. Esta exposición es una crítica abierta a la sociedad de su tiempo, y a los valores éticos y humanos que dicha sociedad fue perdiendo en beneficio de conceptos más superfluos y materialistas. El autor transmite su profunda preocupación y decepción por la pérdida de conceptos esenciales para el hombre, su degradación, causando la proliferación de injusticias, a todos los niveles, y provocando desigualdades.
Como ejemplos ilustrativos de todo lo reseñado anteriormente, destacamos estos dos fragmentos de la obra:
En el primero, el autor describe la opresión que sufre el Pueblo por parte del Estado, el abuso del poderoso sobre el débil, remarcando su lucha contra las injusticias.
"...Y cuando sus funcionarios -chacales, buitres, raposos- cobrar pretendan los miles de impuestos con que hoy el Estado saquea al Pueblo, diranle a una todos: <<Decidle, serviles, a vuestros dueños que, si comer quieren, empuñen la azada.>> "
En el segundo, perteneciente al soneto "Mientras la tarde muere", Martín Losada relata su miedo a la muerte y al olvido.
" Y un trágico terror siento al pensar que un día 

de mi ser los despojos, de todos olvidados,  

han de yacer por siempre bajo la tierra fría... " 

Mirajes de Égloga. De cómo en el amor puro se espeja la cara de Dios, es el título completo de la segunda obra publicada de Eduardo Manuel Martín Losada.
 

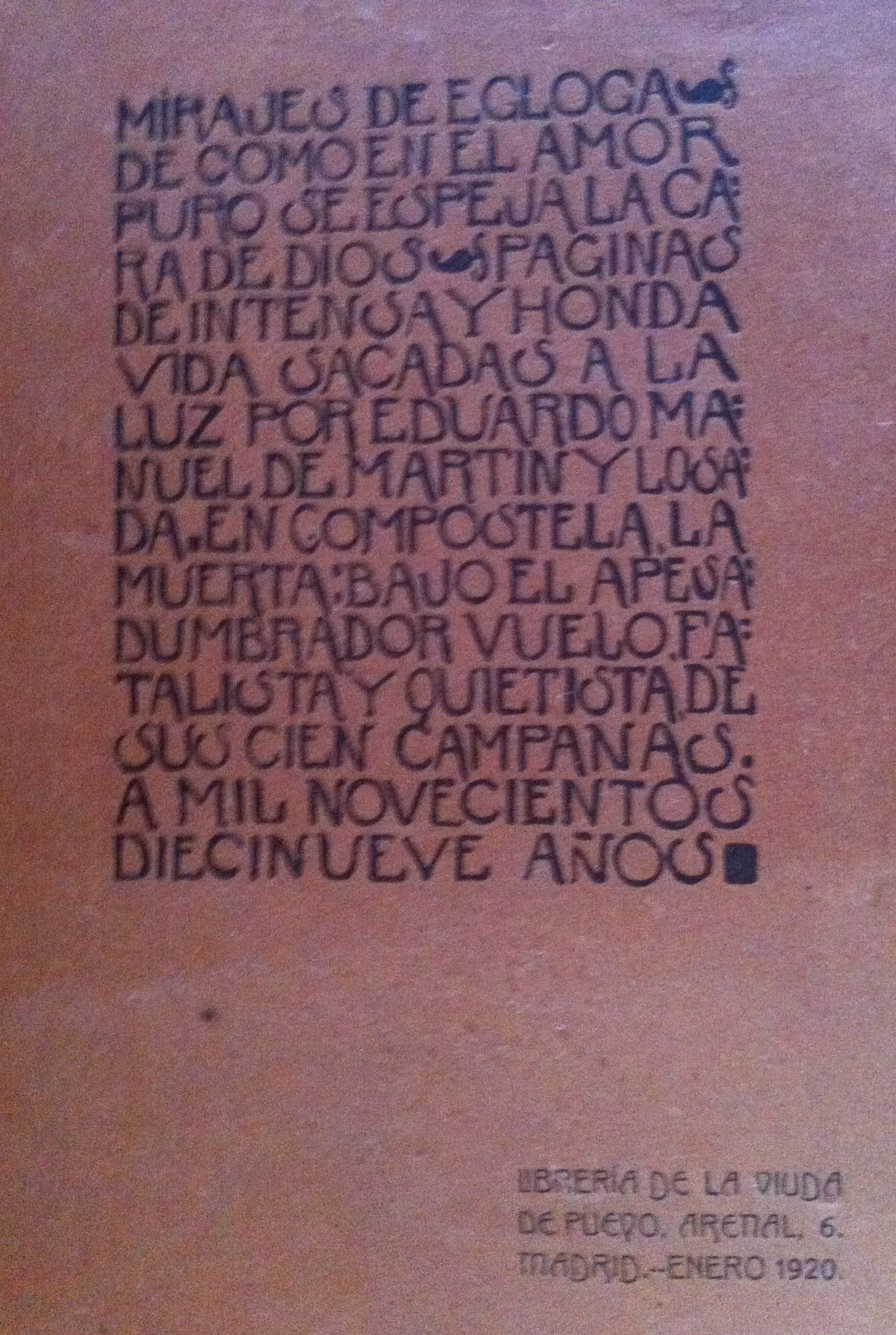
Portada Mirajes de Égloga. Editorial de la Viuda de Pueyo. Madrid, 1920.

Este libro fue editado en dos ocasiones: la primera vez en Santiago de Compostela en octubre de 1919, bajo el sello editorial de la Fundación Penzol de Vigo. La segunda vez que se publicó fue en enero de 1920, en Madrid, por la Editorial de La Viuda de Pueyo. En ambos casos contó con ilustraciones del pintor González del Blanco. Esta obra contiene tres partes claramente diferenciadas.
En la primera parte de este libro, el escritor gallego refleja de forma íntima y personal su frustración y su lamento por sentirse incomprendido en la sociedad de la que forma parte, de cómo se le han escapado de entre las manos parte de sus sueños. Martín Losada afirma sentirse “solo y abandonado…” y califica su existencia como “vida triste”.
No obstante, el pesar que refleja por su situación no es óbice para que manifieste con nitidez su orgullo, su fidelidad a sus ideales y su dignidad.
En la última etapa de esta primera parte del libro, el autor habla de sus proyectos literarios, tanto de los realizados como de los que él pretendía que se fuesen a publicar en un horizonte cercano.
La segunda parte de este volumen es la obra Mirajes de Égloga en sí. Se trata de un relato pastoral en el que se narra la historia del amor que siente la joven Fulgia, pastora, granjera y amante de la naturaleza y la poesía, hacia Ismael. El autor interrelaciona principios fundamentales como el amor, la Naturaleza, los niños y la juventud para llegar al gran objetivo final que es Dios. Para Martín Losada, todos esos caminos te hacen llegar a Él.
El tercer y último fragmento de esta obra se titula El problema vital y es un breve compendio de reflexiones a nivel espiritual, teológico y filosófico de Eduardo Manuel Martín Losada, en los que medita y diserta acerca de Dios, de la figura de Jesucristo y de su tratamiento por parte de las religiones y los distintos movimientos filosóficos, de la Humanidad y de conceptos como la libertad y el alma.
Cabe destacar como curiosidad, que el escritor y poeta gallego de la primera mitad del siglo XX, Manuel Antonio, relata estar leyendo con agrado Mirajes de Égloga a su primo Roxelio Pérez González en unas cartas recogidas en la obra del primero Correspondencia, publicada en 1929.

## Menciones al autor en otras obras
Hay varios libros de otros autores en los que se menciona la figura de Eduardo Manuel Martín Losada y alguna de sus obras. Son catálogos, libros bibliográficos y ensayos que hablan sobre literatura castellana y autores españoles de comienzos del siglo XX. Como muestra representativa se encuentran:
- Historia de la lengua y la literatura castellana. (1908-1920). Tomo XIV. Julio Cejador y Franca. Imprenta de la “Rev. De Arch. Bibl. Y Museos". 1922.
- Franciscanismo Ibero-Americano en la historia, la literatura y el arte. (1927). Samuel Eiján. Biblioteca Franciscana. Barcelona, 1927. 525 páginas.
- Bibliografía española: Órgano oficial de la Asociación de la Librería de España, Volumen 20. Federación Española de Productores, Comerciantes y Amigos del Libro. Kraus Reprint, 1967.
- Catalogo general de la librería española e hispanoamericana, años 1901-1930, Volumen 3. Cámara Oficial del Libro de Madrid, Cámara Oficial del Libro de Barcelona. Kraus Reprint Company, 1935.
- Bibliografía española, Volumen 20. Federación Española de Productores, Comerciantes y Amigos del Libro. Asociación de la Librería, 1967.
- Suroeste: relaciones literarias y artísticas entre Portugal y España (1890-1936). Volumen 1. MEIAC, 2010.